# سرآب کاشنبه
سرآب کاشنبه یا سرآب کاشمه یک دریاچۀ طبیعی کوچک است که در روستای سرآب کاشنبه در استان کرمانشاه قرار دارد. سرآب کاشنبه یک چشمه کارستی دائمی است که از ارتفاعات غربی دشت ماهیدشت سرچشمه می‌گیرد. دسترسی به این سرآب از جادۀ چهارزبر به کوزران، امکانپذیر است. 